# Old Feeling
Old Feeling – album muzyczny nagrany przez jazzowego saksofonistę amerykańskiego George'a Adamsa 11 i 12 marca 1991 w Clinton Recording Studios (Studio B) w Nowym Jorku. 
Była to ostatnia płyta nagrana przez tego artystę (zmarł rok później, w wieku 52 lat). Oprócz własnych kompozycji muzycy nagrali również trzy standardy, świadczące o klasie Adamsa, który grając nawet tak popularne melodie pozostawał znakomitym jazzmanem zawsze zachowującym swój styl. Płyta została wydana przez japońską wytwórnię Somethin'else w 1991 (wydanie amerykańskie - 
Blue Note, CDP 7 96689 2).

## Muzycy
- George Adams – saksofon tenorowy, śpiew
- Hannibal Marvin Peterson – trąbka
- Jean-Paul Bourelly – gitara
- Santi DeBriano – kontrabas
- Lewis Nash – perkusja
- Ray Gallon – fortepian

## Lista utworów
| 1. | "Better Git Hit In Yo' Soul" (Charles Mingus) | 7:50  |
|    |                                               |       |
| 2. | "That Old Feeling" (Sammy Fain, Lew Brown)    | 7:15  |
|    |                                               |       |
| 3. | "The Wanderer" (Jean-Paul Bourelly)           | 8:45  |
|    |                                               |       |
| 4. | "As Time Goes By" (Herman Hupfeld)            | 8:00  |
|    |                                               |       |
| 5. | "Melody For Monet" (George Adams)             | 6:15  |
|    |                                               |       |
| 6. | "The Cry" (Hannibal Marvin Peterson)          | 7:45  |
|    |                                               |       |
| 7. | "Teamwork" (Ray Gallon, George Adams)         | 7:25  |
|    |                                               |       |
| 8. | "Just The Way You Are" (Billy Joel)           | 6:30  |
|    |                                               |       |
|    |                                               | 59:45 |
|    |                                               |       |

## Informacje uzupełniające
- Producent – Kazunori Sugiyama
- Producent wykonawczy – Hitoshi Namekata
- Inżynier dźwięku, miksowanie – Jim Anderson
- Asystenci inżyniera – John Harris, Jackie Grown
- Mastering – Yoshio Okazaki
- Zdjęcia – Shigeru Uchiyama
- Dyrekcja artystyczna – Cynthia Cochrane